# Liste von Sprengstoffanschlägen im Jahr 1973
Die Liste von Sprengstoffanschlägen im Jahr 1973 erfasst Anschläge mit Sprengladungen und anderen Spreng- und Brandvorrichtungen gegen Einrichtungen und Ansammlungen von Menschen, die im Jahr 1973 passierten. Zu den Formen zählen unter anderem Auto- und Rucksackbomben. Siehe auch Liste von Anschlägen auf Verkehrsflugzeuge.

## Liste
| Datum         | Ereignis                                                                                                  | Ort       | Staat                  | Tote   | Verletzte | Anmerkung, Quellen |
| ------------- | --- | --------- | ---------------------- | ------ | --------- | ------------------ |
| 8. März 1973  | Anschlag mit Autobomben auf das Old Bailey und das Landwirtschaftsministerium                             | London    | Vereinigtes Königreich | 1      | 238       | [ 1 ]              |
| 8. März 1973  | Granatenangriff auf Polizeipräsidium                                                                      | Mailand   | Italien                | 4      | 52        | [ 2 ]              |
| 18. Mai 1973  | Sprengstoffanschlag auf Flugzeug                                                                          |           | Sowjetunion            | 82     | 0         | [ 3 ]              |
| 12. Juni 1973 | Anschlag mit Autobombe auf Zivilisten                                                                     | Coleraine | Vereinigtes Königreich | 6      | 33        | [ 4 ]              |
| 5. Aug. 1973  | Anschlag mit Schusswaffen und Granaten auf eine Passagier-Lounge im Flughafen Athen-Eleftherios Venizelos | Athen     | Griechenland           | 3      | 55        | [ 5 ]              |
| 1. Sep. 1973  | Sprengstoffanschläge auf Bahnhöfe                                                                         | London    | Vereinigtes Königreich | 0      | 21        | [ 6 ]              |
| 1. Sep. 1973  | Sprengstoffanschlag auf das algerische Konsulat                                                           | Marseille | Frankreich             | 4      | 20        | [ 7 ]              |
| 18. Dez. 1973 | Anschlag mit Schusswaffen, Granaten und Brandbeschleuniger auf ein Flugzeug                               | Rom       | Italien                | 32     | 50        | [ 8 ]              |
| 18. Dez. 1973 | Sprengstoffanschlag auf Regierungsgebäude                                                                 | London    | Vereinigtes Königreich | 0      | 34        | [ 9 ]              |
| 24. Dez. 1973 | Sprengstoffanschlag auf Lokal                                                                             | Belfast   | Vereinigtes Königreich | 1 (+2) | 34        | [ 10 ]             |